# Educación: pasado, presente y futuro
Educación: pasado, presente y futuro é um mural de 86 metros quadrados, pintado pelo artista chileno Marco Hernandez em 2009, e localizado no acesso da Secretaria Geral Ministerial da Educação da Região de Bío-Bío, na cidade de Concepción, Chile.
A pintura é dividida em duas partes: no exterior das instalações, usando a técnica de mosaico, e outra no interior do edifício, que utiliza a técnica de acrílico. Seu tema é a evolução da educação no Chile ao passar dos anos.

## O autor
Marco Antonio Hernández Albarrán (Traiguén, nascido em 18 de fevereiro de 1965) é um pintor chileno intitulado professor de artes plásticas no ensino secundário, com especialização nas técnicas de óleo e acrílico sobre tela. Ele tem participado de inúmeras exposições coletivas e individuais desde 1984, durante a realização da obra, ele desempenhava a função de docente na faculdade de arquitetura, urbanismo e geografia (FAUG) da Universidade de Concepción.